# Championnats Banque Nationale de Granby 2022 - Qualificazioni singolare femminile
Le qualificazioni del singolare del Championnats Banque Nationale de Granby 2022 sono state un torneo di tennis preliminare per accedere alla fase finale della manifestazione. Le vincitrici dell'ultimo turno sono entrate di diritto nel tabellone principale. In caso di ritiro di una o più giocatrici aventi diritto a questi sono subentrati i Lucky loser, ossia i giocatori che hanno perso nell'ultimo turno ma che avevano una classifica più alta rispetto agli altri partecipanti che avevano comunque perso nel turno finale.

## Teste di serie
1. Storm Sanders (ritirata)
2. Jamie Loeb (spostata nel tabellone principale)
3. Jana Fett (ultimo turno)
4. Tímea Babos (ritirata, ancora in gara a Vancouver)

1. Himeno Sakatsume (ultimo turno, lucky loser)
2. Lulu Sun (qualificata)
3. Karman Thandi (primo turno)
4. Ulrikke Eikeri (primo turno)

### Qualificate
1. Marina Stakusic
2. Kayla Cross

1. Lulu Sun
2. Cadence Brace

### Lucky loser
1. Himeno Sakatsume

## Tabellone

### Legenda
| - Q = Qualificato - WC = Wild card - LL = Lucky loser | - ALT = Alternate - SE = Special Exempt - PR = Protected Ranking | - w/o = Walkover - r = Ritirato - d = Squalificato |

### Sezione 1
|  | Primo turno | Primo turno      | Primo turno     | Primo turno | Primo turno |  |  | Ultimo turno | Ultimo turno    | Ultimo turno | Ultimo turno | Ultimo turno |  |
|  |             |                  |                 |             |             |  |  |              |                 |              |              |              |  |
|  | Alt         | Erin Routliffe   | 6               | 5           | 6           |  |  |              |                 |              |              |              |  |
|  | WC          | Bianca Fernandez | 3               | 7           | 2           |  |  | Alt          | Erin Routliffe  | 2            | 7            | 1            |  |
|  |             | Marina Stakusic  | Marina Stakusic | 6           | 6           |  |  |              | Marina Stakusic | 6            | 64           | 6            |  |
|  | 8           | Ulrikke Eikeri   | Ulrikke Eikeri  | 3           | 2           |  |  |              |                 |              |              |              |  |

### Sezione 2
|  | Primo turno | Primo turno       | Primo turno       | Primo turno | Primo turno |  |  | Ultimo turno | Ultimo turno     | Ultimo turno     | Ultimo turno | Ultimo turno |  |
|  |             |                   |                   |             |             |  |  |              |                  |                  |              |              |  |
|  | Alt         | Tereza Mihalíková | Tereza Mihalíková | 4           | 2           |  |  |              |                  |                  |              |              |  |
|  | WC          | Kayla Cross       | Kayla Cross       | 6           | 6           |  |  | WC           | Kayla Cross      | Kayla Cross      | 6            | 6            |  |
|  |             | Nagi Hanatani     | Nagi Hanatani     | 2           | 5           |  |  | 5            | Himeno Sakatsume | Himeno Sakatsume | 1            | 3            |  |
|  | 5           | Himeno Sakatsume  | Himeno Sakatsume  | 6           | 7           |  |  |              |                  |                  |              |              |  |

### Sezione 3
|  | Primo turno | Primo turno    | Primo turno    | Primo turno | Primo turno |  |  | Ultimo turno | Ultimo turno | Ultimo turno | Ultimo turno | Ultimo turno |  |
|  |             |                |                |             |             |  |  |              |              |              |              |              |  |
|  | 3           | Jana Fett      | Jana Fett      | 6           | 7           |  |  |              |              |              |              |              |  |
|  |             | Alicia Barnett | Alicia Barnett | 3           | 5           |  |  | 3            | Jana Fett    | Jana Fett    | 63           | 2            |  |
|  |             | Ena Shibahara  | 6              | 1           | 2           |  |  | 6            | Lulu Sun     | Lulu Sun     | 7            | 6            |  |
|  | 6           | Lulu Sun       | 3              | 6           | 6           |  |  |              |              |              |              |              |  |

### Sezione 4
|  | Primo turno | Primo turno         | Primo turno         | Primo turno | Primo turno |  |  | Ultimo turno | Ultimo turno   | Ultimo turno   | Ultimo turno | Ultimo turno |  |
|  |             |                     |                     |             |             |  |  |              |                |                |              |              |  |
|  | Alt         | Nadiia Kičenok      | Nadiia Kičenok      | 6           | 7           |  |  |              |                |                |              |              |  |
|  |             | Olivia Tjandramulia | Olivia Tjandramulia | 4           | 65          |  |  | Alt          | Nadiia Kičenok | Nadiia Kičenok | 3            | 4            |  |
|  |             | Cadence Brace       | 6                   | 2           | 6           |  |  |              | Cadence Brace  | Cadence Brace  | 6            | 6            |  |
|  | 7           | Karman Thandi       | 3                   | 6           | 2           |  |  |              |                |                |              |              |  |